# Christian Hüser
Christian Hüser (* 17. Oktober 1973 in Meppen) ist ein deutscher Musiker, Kinderliedermacher, Autor, Dozent und Pädagoge.

## Leben und Wirken
Schon als Grundschüler trat er mit Soloarien in der Schule und bei kirchlichen Veranstaltungen auf. Später absolvierte er Konzert-Auftritte mit seiner eigenen Pop-Coverband und ist noch heute als Unterhaltungskünstler für Kinder und deren Begleitpersonen unterwegs. Darüber verfasste er zahlreiche pädagogische Fachbeiträge in der Zeitschrift Kreativ in Kindergarten und Vorschule.
Hüser reüssierte auch im Fernsehen und hatte dort mehrere Auftritte beim KiKA, dem Kinderkanal von ARD und ZDF.
2017 wurde er zum zweiten Mal mit dem Deutschen Rock- und Pop-Preis in der Kategorie „Bestes Album Kindermusik“ ausgezeichnet, dieses Mal für Erwin und die kleine Maus.
2018 gewann Christian Hüser den Deutschen Rock- und Pop-Preis in der Kategorie „Bestes Album Kindermusik“ für Lachen tut gut.
2019 gewann Christian Hüser den Deutschen Rock- und Pop-Preis in den Kategorien „Bester deutscher Text“, „Bestes Arrangement“, „Beste Komposition“, „Bestes Cover“ und „Bestes Kinderliederalbum“ für sein Album Moin. Das Album wurde, wie bereits die Alben Lieder vom Bauernhof, Wir sind Königskinder und 1-2-3, Weihnachten, von Marco Breitenstein produziert und arrangiert, der auch bei allen Titeln als Komponist und Texter beteiligt ist.
Christian Hüser lebt mit seiner Frau und den drei Söhnen in Meppen.

## Diskografie
- 2005: Kinderzeiten
- 2005: Weihnachtszeit
- 2005: Zähneputzen mit Christian Hüser (CD-Single)
- 2006: Erwin und die kleine Maus
- 2006: Gute Nacht (CD-Single)
- 2007: Sommer
- 2007: Weihnachtsmarkt (CD-Single)
- 2007: Brummi Hits (CD-Single)
- 2009: Fit wie ein Turnschuh
- 2009: Weihnachtszauber
- 2010: Ernährungshits (CD-Single)
- 2010: Durch das Jahr
- 2010: Seeräuber Jim. Das Piratenmusical
- 2010: Apropos Sprache
- 2011: Winter
- 2011: Zahlenkinder
- 2012: Fußballhits für Kids
- 2012: Mach mit!
- 2014: Piet Ahoi
- 2015: Lass die Sonne rein
- 2015: Schneeballschlacht
- 2017: Feuerwehrhits
- 2017: Kinder unterm Regenbogen
- 2017: Lachen tut gut
- 2018: Lieder vom Bauernhof
- 2018: Wir sind Königskinder
- 2019: Moin
- 2020: 1-2-3, Weihnachten

## Buchveröffentlichungen
- 2015: (Zusammen mit Svenja Huth:) Lass die Sonne rein! Das Spiel- und Begleitheft zur gleichnamigen CD. Verlag Stephen Janetzko, Erlangen. ISBN 978-3-95722-097-4.
- 2015: Schneeballschlacht. Das Spiel- und Begleitheft zur gleichnamigen CD. Verlag Stephen Janetzko, Erlangen. ISBN 978-3-95722-248-0.
- 2016: (Als Herausgeber:) Traditionelle Kinderlieder. Ein großer Schatz! Das Spiel- und Ideenbuch, inklusive CD und allen Playbacks. Verlag Stephen Janetzko, Erlangen. ISBN 978-3-95722-219-0.
- 2017: (Zusammen mit Tanja Mensler:) Lachen tut gut. Das Spiel- und Ideenbuch mit allen Noten zur gleichnamigen CD. Verlag Stephen Janetzko, Erlangen. ISBN 978-3-95722-299-2.
- 2017: (Zusammen mit Tanja Mensler:) Erwin und die kleine Maus. Das Spiel- und Ideenbuch. Verlag Stephen Janetzko, Erlangen. ISBN 978-3-95722-249-7.
- 2017: (Zusammen mit Heiner Rusche:) Kinder unterm Regenbogen. Lieder und Spiele zum Brücken bauen. Verlag Stephen Janetzko, Erlangen. ISBN 978-3-95722-251-0.
- 2017: (Zusammen mit Tanja Mensler:) Integration durch Musik. Mit Kindern Kulturen verbinden durch Musik, Spiel und Bewegung. Ökotopia Verlag, Aachen. ISBN 978-3-86702-401-3.
- 2018: (Zusammen mit Andrea Erkert:) Feste in der Krippe feiern. Lieder und Aktionen für den Morgenkreis und zwischendurch. Ökotopia Verlag, Aachen. ISBN 978-3-86702-406-8.
- 2018: Meine schönsten Stuhlkreislieder. Das Lieder-, Spiel- und Ideenbuch für aufgeweckte Kinder in Kita, Kindergruppen und Familie. Verlag Stephen Janetzko, Erlangen. ISBN 978-3-95722-318-0.
- 2018: (Zusammen mit Andrea Erkert und Heiner Rusche:) Ein Adventskalender voller Lieder. 24 Lieder und Aktionen für die Vorweihnachtszeit. Ökotopia Verlag, Aachen. ISBN 978-3-86702-432-7.